# Globencya cribrata
Globencya cribrata är en skalbaggsart som beskrevs av Waterhouse 1882. Globencya cribrata ingår i släktet Globencya och familjen Melolonthidae. Inga underarter finns listade i Catalogue of Life.